# Michel Dezoteux
Michel Dezoteux (né à La Louvière en 1949) est un acteur, metteur en scène et directeur de théâtre belge.
Élève de Jean Louvet, il entre à l'INSAS en 1968. Après un stage d'un an à l'Odin Teatret (Oslo) avec Eugenio Barba, il revient en Belgique et fonde à Anderlecht le Théâtre Élémentaire.
En 1979, il organise le premier festival international de théâtre à Bruxelles, faisant découvrir au public l'avant-garde américaine comme Philip Glass, Mabou Mines, Trisha Brown, Lucinda Childs, Laurie Anderson, et bien d'autres. L'affiche et le catalogue de ce festival furent réalisées par l'artiste belgo-américain Marco Badot.
En 1982, Philippe Sireuil lui propose de créer, avec Marcel Delval, le Théâtre Varia, dont il devient seul directeur en 1994.
Il est également professeur à l'INSAS depuis 1978.

## Mises en scène
Sauf indication, toutes les mises en scène ont été réalisées pour le Théâtre Varia
- 1975 : Anathème de Stanisław Wyspiański, Théâtre Élémentaire
- 2001 : La Cerisaie d'Anton Tchekhov

## Récompenses
- 2002 : Prix du Théâtre de la meilleure mise en scène pour La Cerisaie d'Anton Tchekhov